# 新光路 (臺北市)
新光路是臺北市文山區的一條道路，自指南路起，大約在臺北市立動物園汙水處理廠前分一、二段，最後在新北市界接文山路三段。

## 歷史
新光路最初建於清代，原為繞山道路，沿景美溪左岸開闢。後因木柵路取代其木柵 - 深坑道路地位，一度沒落。民國68年12月，為建臺北市立動物園新址，拓寬此路。民國70年10月完成拓寬後，成為進入動物園之主要道路。

## 沿線設施
- 臺北捷運貓空纜車動物園站（二段8號）
- 貓空纜車服務中心（二段10巷2號）
- 臺北捷運文湖線動物園站（二段32號）
- 臺北市立動物園（二段30號）
- 臺北市公共自行車租賃系統捷運動物園站(動物園站2號出口)
- 深坑端(二段終點)

## 外部連結
- 臺北市文山區公所－文山區誌 （页面存档备份，存于）

1. ↑  臺北市山區道路(山坡地範圍非屬計畫道路之道路)維護範圍一覽表.臺北市政府工務局大地工程處.2020-10-05
2. ↑  臺北市產業道路基本資料表.臺北市政府工務局大地工程處.2017-06-12